# 奧蘭德 (喬治亞州)
奧蘭德（英語：Orland）是位於美國喬治亞州特魯特倫縣的一個非建制地區。該地的面積和人口皆未知。

## 地理
奧蘭德的座標為32°26′01″N 82°40′20″W / 32.43361°N 82.67222°W，而該地的平均海拔高度為85米（即279英尺）。